# Bergkvara (gods)

Bergkvara är en herrgård och slottsruin i Växjö kommun i Kronobergs län. Historiskt sett har godset legat inom Bergunda socken, Kinnevalds härad i Värend.

## Beskrivning
Bergkvara ligger vid Bergkvarasjön cirka 6 kilometer väster om Växjö.
Det på 1470-talet av Arvid Trolle uppförda stenhuset hade ursprungligen sex våningar och fyra hängtorn, men förföll under 1600-talet och blev slutligen en ruin på 1700-talet. Ruinen visar en längd av 22 meter, en bredd av 15 meter och en höjd av omkring 24 meter. På 1790-talet uppfördes en ny huvudbyggnad i nyklassicistisk stil av greve Arvid Erik Posse. 
Under Bergkvara hörde, före indragningen till kronan i början av 1600-talet, en mängd hemman inte bara i Småland, utan även i Västergötland och Östergötland. Vid egendomen har även funnits sågar, kvarn, manufakturverk, glasbruk, mejeri, stärkelsefabrik med mera. Statens mejeriskola var förlagd här 1858-1880.

## Historik
Bergkvara omtalas i skriftliga källor första gången vid mitten av 1300-talet då väpnaren Magnus Håkansson av Bergkvaraätten skrev sig hit. Vid denna tid var Bergkvara en by, vars övriga gårdar efterhand lades under frälsegården. Bergkvara övergick i början av 1400-talet till ätten Trolle. Stenhuset på Bergkvara uppfördes på 1470-talet av Arvid Birgersson Trolle sedan sätesgården bränts ned i samband med unionsstriderna 1467 och 1469.
1542, under Dackefejden, belägrade Nils Dacke slottet med 2 500 man. Den av kungen utsände Gustav Stenbock kom till ägaren, riksrådet Ture Arvidsson Trolles undsättning. Dacke ingick vapenvila med Stenbock och båda drog sig från Bergkvara. Stenbock hade dock knappt lämnat borgen, förrän Dacke bröt den ingångna överenskommelsen, återvände, skövlade och brände slottet. 
Från Ture Arvidsson Trolle övergick godset till hans svärson, Lars Siggesson Sparre. Dennes son, Johan Larsson Sparre, av kung Sigismund förordnad till ståthållare på Kalmar slott, blev efter dettas intagande halshuggen av hertig Karl år 1599, och hans egendom indrogs till kronan, varefter hertigen gav Bergkvara till sin utomäktenskaplige son, Carl Carlsson Gyllenhielm, till vars friherreskap det gjordes år 1615 av Gustav II Adolf. Friherreskapet bibehölls inte länge eftersom Sparres änka återfick en del av den indragna egendomen, däribland själva Bergkvara med närmast underlydande. Efter hennes död tillföll Bergkvara hennes mans brorson, riksrådet Lars Eriksson Sparre, vilken år 1649 fick bekräftelse på den borgrätt, som sedan århundraden funnits på Bergkvara, men upphävdes år 1692. Godset gick därefter i arv till Svante Larsson Sparre och till dennes dotter Beata Märta Sparre. 
Vid Beata Märta Sparres gifte med sedermera riksrådet, greve Claës Bonde af Säfstaholm övergick Bergkvara till denne. År 1732 såldes egendomen till översten, friherre Carl von Otter. Genom gifte med dennes sondotter Katarina övergick Bergkvara år 1784 till släkten Posse, inom vilken egendomen sedan förblivit. Nuvarande ägare är greve Nils Posse.
Bergkvara besöktes 1749 av Carl von Linné, som har beskrivit besöket i sin "Skånska resa".

## Galleri

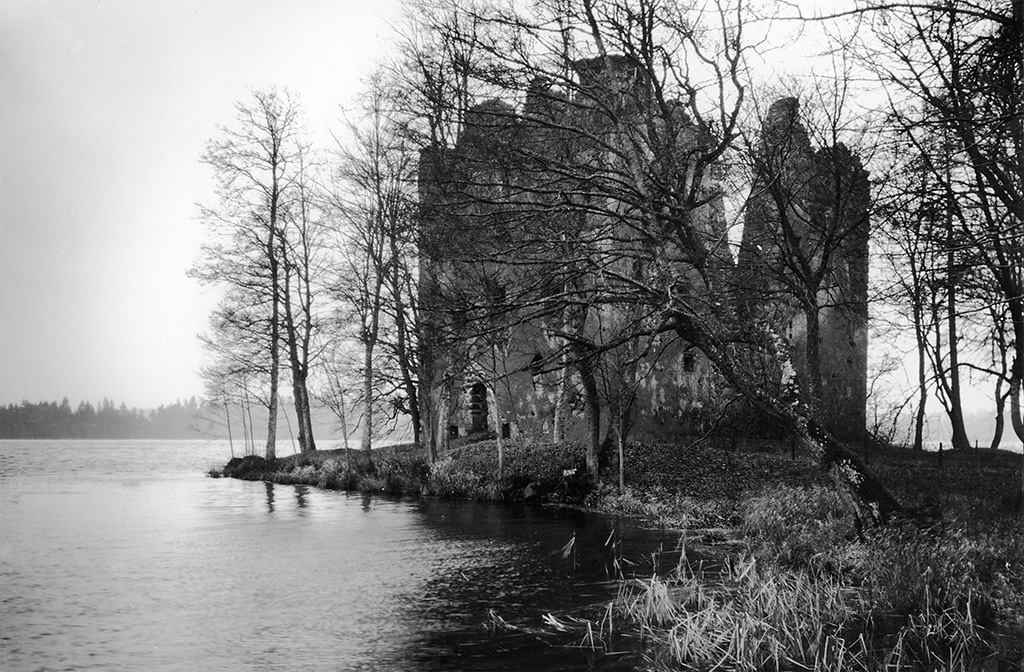
Slottsruinen 1940.
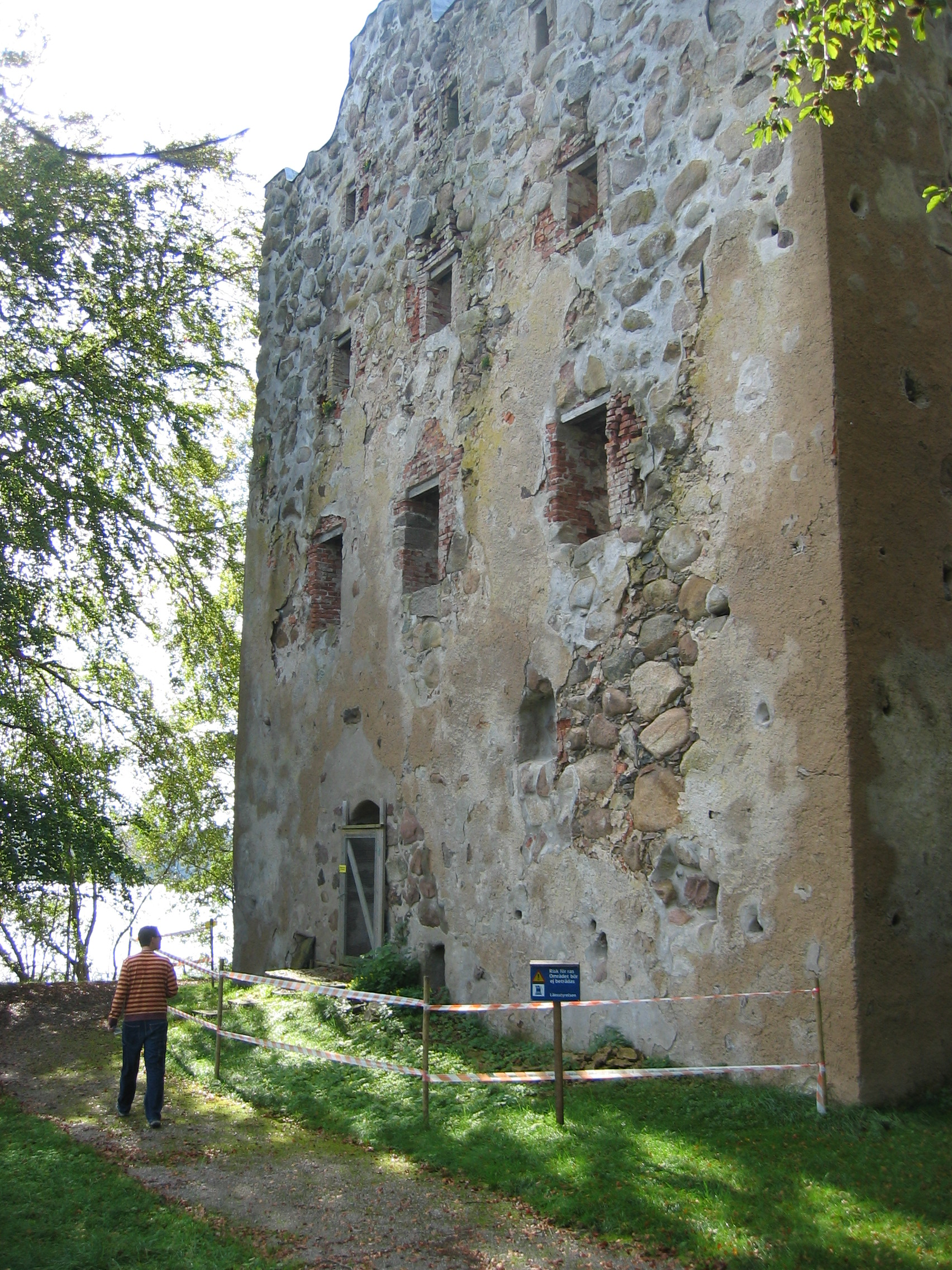
Slottsruinen 2006.
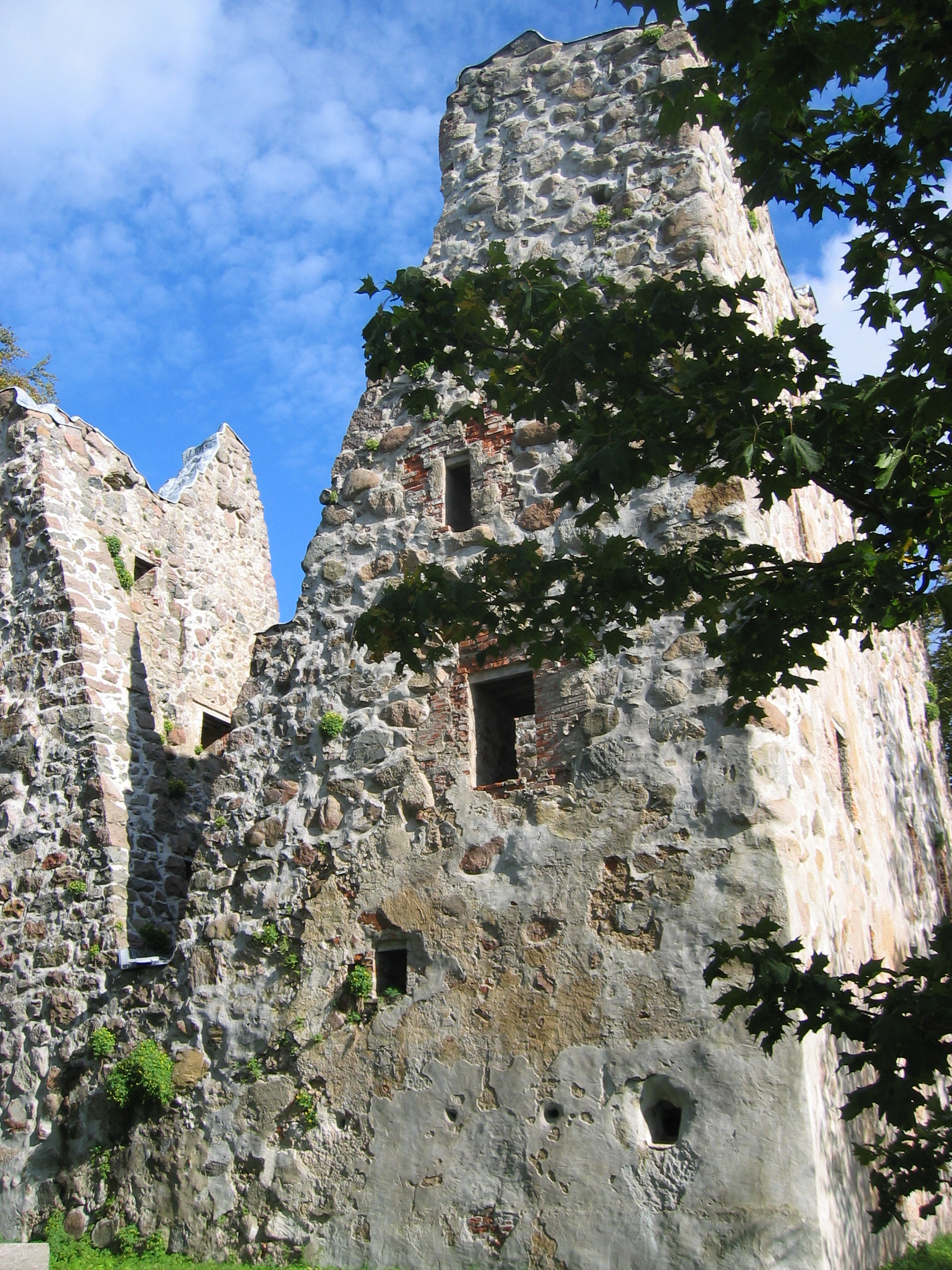
Slottsruinen 2006.
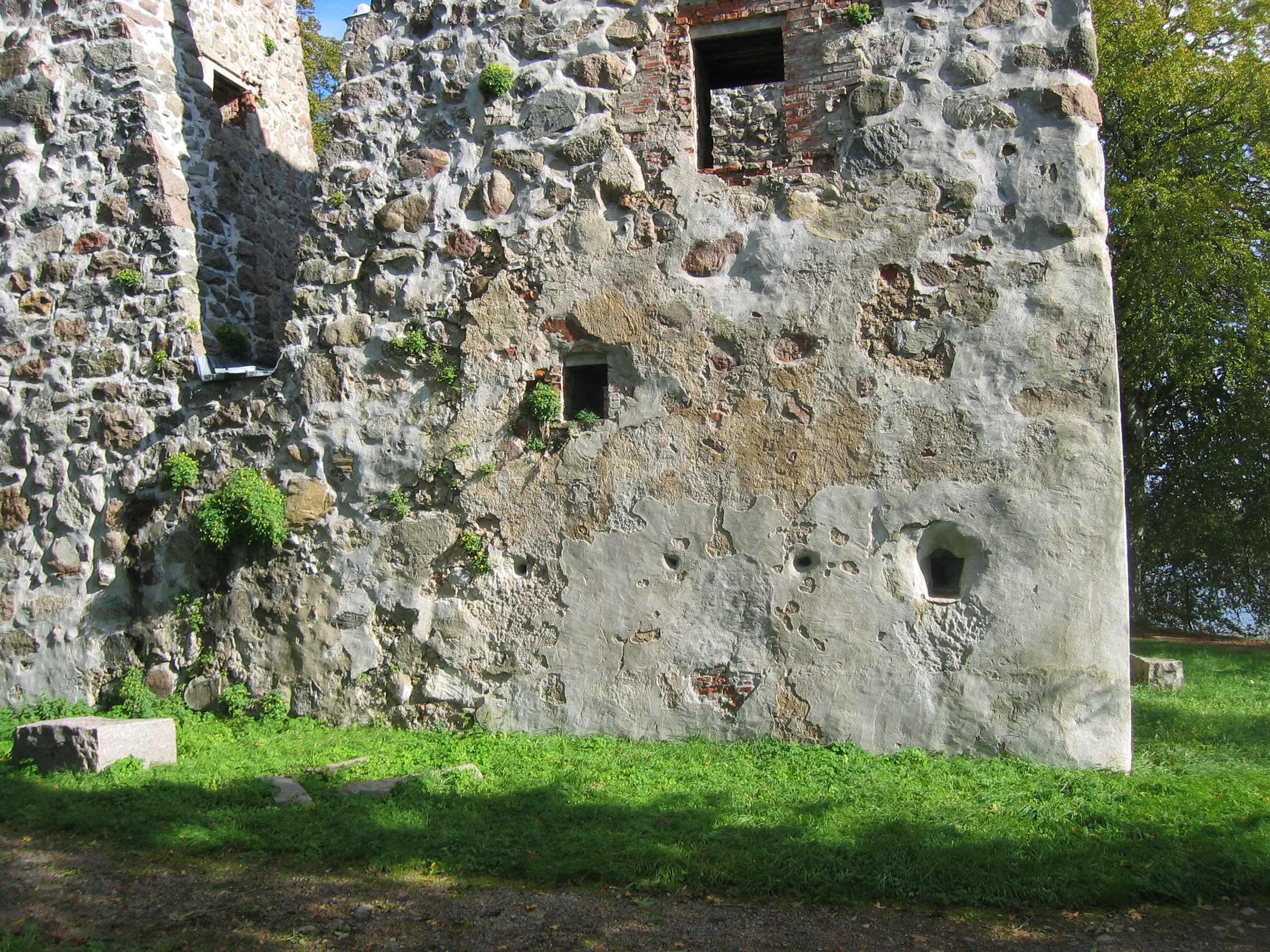
Slottsruinen 2006.